# Frédéric Toulmouche
Pour les articles homonymes, voir Toulmouche.
 (mars 2025).
La mise en forme du texte ne suit pas les recommandations de Wikipédia : il faut le « wikifier ».
Les points d'amélioration suivants sont les cas les plus fréquents :
- Les titres sont pré-formatés par le logiciel. Ils ne sont ni en capitales, ni en gras.
- Le texte ne doit pas être écrit en capitales (les noms de famille non plus), ni en gras, ni en italique, ni en « petit »…
- Le gras n'est utilisé que pour surligner le titre de l'article dans l'introduction, une seule fois.
- L'italique est rarement utilisé : mots en langue étrangère, titres d'œuvres, noms de bateaux, etc.
- Les citations ne sont pas en italique mais en corps de texte normal. Elles sont entourées par des guillemets français : « et ».
- Les listes à puces sont à éviter, des paragraphes rédigés étant largement préférés. Les tableaux sont à réserver à la présentation de données structurées (résultats, etc.).
- Les appels de note de bas de page (petits chiffres en exposant, introduits par l'outil «  Source ») sont à placer entre la fin de phrase et le point final[comme ça].
- Les liens internes (vers d'autres articles de Wikipédia) sont à choisir avec parcimonie. Créez des liens vers des articles approfondissant le sujet. Les termes génériques sans rapport avec le sujet sont à éviter, ainsi que les répétitions de liens vers un même terme.
- Les liens externes sont à placer uniquement dans une section « Liens externes », à la fin de l'article. Ces liens sont à choisir avec parcimonie suivant les règles définies. Si un lien sert de source à l'article, son insertion dans le texte est à faire par les notes de bas de page.
- La présentation des références doit suivre les conventions bibliographiques. Il est recommandé d'utiliser les modèles {{Ouvrage}}, {{Chapitre}}, {{Article}}, {{Lien web}} et/ou {{Bibliographie}}. Le mode d'édition visuel peut mettre en forme automatiquement les références.
- Insérer une infobox (cadre d'informations à droite) n'est pas obligatoire pour parachever la mise en page.

Pour une aide détaillée, merci de consulter Aide:Wikification.
Si vous pensez que ces points ont été résolus, vous pouvez retirer ce bandeau et améliorer la mise en forme d'un autre article.
Frédéric-Michel Toulmouche, né le 4 août 1850 à Nantes et mort le 23 février 1909 dans le 2e arrondissement de Paris, est un compositeur français, chef de chant à l’Opéra-Comique.
Son père porte le même nom et prénom que son cousin germain, le peintre Auguste Toulmouche.

## Biographie
Le 4 août 1850, Rosalie Alphonsine Marlé 29 ans, rentière, épouse de Auguste Toulmouche, propriétaire, âgé de 54 ans met au monde à 19 h, Frédéric-Michel Toulmouche, à leur domicile quai de Turenne à Nantes.
Il remporte au Lycée Georges-Clemenceau plusieurs prix de musique vocales. A 16 ans au cours facultatif de la division supérieure, il obtient le 1er Prix de musique vocale. Il est aussi dans la classe d'un Organiste de la Cathédrale, Minard avec qui il apprend a jouer de cet instrument. À 19 ans, Il rentre au Conservatoire national supérieur de musique de Paris en 1869 et devient l'élève de Victor Massé en classe de composition. Il finit ses études musicales en sortant avec un second prix de Rome.
Il a 22 ans quand il déclare le décès de son père le 22 octobre 1872, accompagné de son oncle Émile Toulmouche 73 ans, le père du peintre Auguste Toulmouche. Il se déclare alors Compositeur et domicilié chez ses parents rue des petites écuries à Nantes.
Il retourne à Paris. En 1882, il a 31 ans et écrit la musique d'un Opéra-comique Ah ! Le bon billet ! qui se joue au Théâtre de la Renaissance et continue à composer jusqu'en 1994 par des Opéra bouffe, Valse et Poésie Chantées, Drame, Opérette. En 1885 se joue au Théâtre royal des Galeries de ville de Bruxelles Le moutier de St-Guignolet un Opéra-comique en 3 actes, en 1889, son Opéra-comique La Veillée des noces aura sa version Anglaise par William Yardley sous le nom de The wedding eve jouée au Duke of York's Theatre de Londres.
Louise Marie Antoinette Dureau (10 avril 1858-14 février 1926) artiste peintre épouse à l'âge de 27 ans le 2 mars 1882 à Paris en 1ermariage Gustave Léonard de Jonghe, 53 ans. Elle à trois enfants déclarées. Louise Agusta née le 8 juillet 1876, 16 ans,  Gabrielle-Berthe 26 août 1877, 15 ans et Frédéric Louis  26 septembre 1886 6 ans au décès de son premier époux le 28 janvier 1893 qui meurt d'une congestion cérébrale.
Louise Marie Antoinette Dureau épouse à 39 ans, après le décès de son premier époux, en 2e mariage, le 5 mars 1894 à Saint-Cloud, Frédéric-Michel Toulmouche qui a alors 43 ans.
Frédéric Toulmouche, à la suite de son mariage, a maintenant deux filles et un fils à qui il enseigne ses compétences musicales qui influencera dés son plus jeune âge Edy Toulmouche, connu comme chef d'orchestre au Théâtre de la Renaissance, entre autres lors de la représentation de la danseuse Mata Hari en 1917, mais aussi comme pianiste en classique et moderne, chef de chant à l'Opéra-comique, et compositeur d'opérettes et de pantomimes. Edy Toulmouche épouse Yvonne Lemercier de l'Opéra-Comique en 1909 et décède à Riva-Bella le 23 janvier 1923 à l'Age de 35 ans. 
En 1894, Frédéric Toulmouche est nommé directeur du Menu Plaisir et continue à écrire les partitions de nombreuses Pantomime et opérette, en un ou deux actes jouées dans de nombreux théâtres parisiens jusqu'à sa mort tout en formant de nombreux élèves en tant que chef de chant à l'opéra-Comique.
Frédéric-Michel Toulmouche décède d'une hémorragie cérébrale le 23 février 1909 à 58 ans au domicile conjugal 5 rue d'Amboise dans le 2e arrondissement de Paris. Ses dernières œuvres (La môme Flora et Chez la somnambule) furent achevées en collaboration avec son fils, Edy Toulmouche. Ses obsèques sont célébrées le 25 février 1909 à l'église Saint-Roch de Paris et il est inhumé au cimetière parisien de La Chapelle, Division 1, Ligne 7, numéro 20 le 25 février 1909. Un monument est élevé sur sa tombe, une stèle avec médaillon du musicien, des partitions soutenus par une palme et une branche de pommier en fleur.

## Liste des œuvres
- Liste des œuvres de Frédéric-Michel Toulmouche
- Liste des œuvres de Edy Toulmouche, son fils.